# میز صبحانه
میز صبحانه (انگلیسی: The Breakfast Table) یک اثر نقاشی در قالب طبیعت بی‌جان از هنرمند استرالیایی، جان براک می‌باشد که در سال ۱۹۵۸ طرح گردید. نقاشی، در حقیقت یک میز بعد از صبحانه است در حالی که قاشق‌ها، چنگال‌ها و کاردها، هنوز جمع‌آوری و پاک نشده‌اند. این نقاشی با عنوان یک کلید واژه یا رمز هنری از براک شناخته می‌شود و برخی از کارهای آیندهٔ براک همچون طبیعت بی‌جان وی در دهه ۱۹۶۰ (که چاقوها را به تصویر می‌کشد) در کنار نقاشی‌های متضاد تمثیلی او در دهه ۱۹۸۰ را به تعبیری، پیشگویی می‌کند.
دیدگاه (زاویهٔ دید) هنرمند از بالای میز است که همین موضوع اشیا موجود را به شکل هندسی با بطری‌ها و کوزه‌های استوانه‌ای به همراه بشقاب‌های مسطح و چاقوهای کج‌شده در زوایای مختلف نشان می‌دهد. نگارخانه نیو ساوت ولز در سال ۲۰۱۳ و با پرداخت ۱/۳ میلیون دلار استرالیا این اثر را تحت مالکیت خود قرار داد.